# Charles Perron (cartographe)
Pour les articles homonymes, voir Charles Perron et Perron.

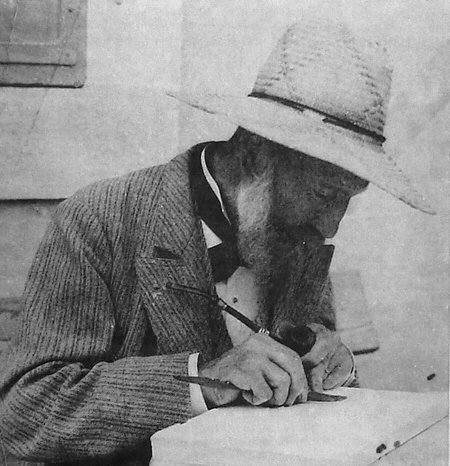
Charles Perron au travail

Charles Perron, né le 6 décembre 1837 au Petit-Saconnex (faubourg de Genève) et mort le 7 mars 1909, est un cartographe anarchiste suisse, principal dessinateur des cartes de la Nouvelle Géographie universelle d’Élisée Reclus. Il fut membre de l’Association internationale des travailleurs et de la Fédération jurassienne.

## Biographie
Fils d’un peintre sur émail qui lui enseigne son art,, il reçoit ensuite une formation scolaire aux techniques de la peinture sur émail. À vingt ans, il part en Russie se perfectionner, séjour qui dure cinq ans,.
À son retour en Suisse, il s’installe à Genève comme peintre sur émail, et complète son activité par de la retouche photographique. Il commence à fréquenter les réfugiés politiques russes, les militants socialistes et devient membre de la section locale de l’Association internationale des travailleurs (Première Internationale). Il participe au premier congrès de la Ligue internationale de la Paix et de la Liberté (septembre 1867).
Il est ensuite délégué de la section genevoise au troisième congrès de l’Internationale à Bruxelles en 1868,. Il est cofondateur et collaborateur du journal L'Égalité en 1869 ; il en est le premier directeur et devient une des principales figures suisses de l’internationalisme anti-autoritaire (qui devient l’anarchisme au congrès de Saint-Imier en 1872). 
En juin 1871, il réussit à faire passer plusieurs passeports suisses à des communards menacés par la justice française, dont André Léo, dont il avait publié les écrits dans L’Égalité. Il participe à la commémoration de la Commune en 1877, qui finit en bagarre avec la police.
C’est en 1872 qu’il commence à dessiner des cartes. Il collabore longuement avec Élisée Reclus, d’abord à la rédaction du Travailleur, où ils propagent leurs idées sur la pédagogie libertaire (thème qu’il avait déjà développé avec De l’obligation en matière d'instruction). Puis il dessine la plupart des cartes de la NGU (3000 des 6000 cartes des 19 volumes du monument), mais aussi celles qui illustrent les autres publications de Reclus (articles, livres),. Principal collaborateur du géographe, il est avec lui à l’origine de production de cartes statistiques, thématiques, et géopolitiques,, qui sont une innovation fondamentale de la cartographie. C’est pour ces cartes qu’il invente une règle à dessiner les grisés.
Charles Perron ne peut mener à terme le projet conçu avec Reclus d’un globe terrestre à l’échelle au 1:100000e (soit 127 m de diamètre) pour l’Exposition universelle de 1900. Il invente néanmoins un pantographe pour réaliser les reliefs, et le seul fragment réalisé, celui de la Suisse, remporte une médaille d’or.
Lorsque E. Reclus retourne à Paris en 1890, il confie sa "mappothèque" (collection de cartes) à Charles Perron, puis en fait don en 1893 à la Ville de Genève. En 1904, C. Perron devient conservateur de ce dépôt cartographique, puis, en 1907, fonde le musée cartographique, soit 2 ans après la mort de Reclus. Ce musée qu’il destine à une pédagogie populaire de la géographie était situé dans les bâtiments de la Bibliothèque de Genève. Il ferme définitivement en 1929.

## Publications
- De l’obligation en matière d’instruction, Imprimerie Vaney, Genève, 1868.
- « Exposition de quelques reliefs cartographiques nouveaux et explications à ce sujet », Le Globe, 33, 1894, p. 127.
- Catalogue descriptif du Musée cartographique, Genève, Imprimerie Romet, 1907, p. 5.
- Une étude cartographique : les Mappemondes, Paris, La Revue des Idées, 1907
- De la réfection en fac-similé des anciens monuments de la Géographie et de son utilité pour la création de Musées cartographiques, dans Neuvième Congrès International de Géographie; Compte Rendu des Travaux du Congrès; Tome Deuxième, Genève, Société Générale d'Imprimerie, 1910, p. 20.

## Notices
- Dictionnaire des anarchistes, « Le Maitron » : notice biographique.
- Chantier biographique des anarchistes en Suisse : notice biographique.